# San Tadeo (Aguascalientes)
San Tadeo es una localidad del estado mexicano de Aguascalientes. Es parte del municipio de Calvillo.

## Toponimia
El nombre de la localidad hace referencia al santo patrono de la localidad: Judas Tadeo.

## Demografía
| Gráfica de evolución demográfica |
|                                  |

| Censo | Población |
| ----- | --------- |
| 1900  | 553       |
| 1910  | 442       |
| 1921  | 412       |
| 1930  | 286       |
| 1940  | 384       |
| 1950  | 347       |
| 1960  | 452       |
| 1970  | 528       |
| 1980  | 1 079     |
| 1990  | 1 706     |
| 2000  | 1 707     |
| 2010  | 1 507     |
| 2020  | 1 431     |